# Faith Evans
Faith Renée Evans, född 10 juni 1973 i Lakeland, Florida, USA, är en amerikansk sångerska inom R&B. Hon har även agerat skådespelare i filmerna Turn It Up och The Fighting Temptations. Hon var gift med The Notorious B.I.G. från 1994 till 1997, tillsammans fick de ett barn, Christopher Wallace junior. Han föddes 1996.
Hon är författare till självbiografien Keep the Faith: A Memoir.

## Diskografi
Studioalbum
- Faith (1995)
- Keep the Faith (1998)
- Faithfully (2001)
- The First Lady (2005)
- Something About Faith (2010)
- Incomparable (2014)

## Filmografi
- Turn It Up (2000)
- The Fighting Temptations (2003)
- The Stepford Wives (2004)